# Saint-Gilles (Begien)
Saint-Gilles (fransk navn) eller Sint-Gillis (hollandsk navn) er en af de 19 kommuner i Belgien som udgør hovedstadsregionen Bruxelles. Kommunen er lille arealmæssigt (2,5 km2), men meget tætbefolket. Den grænser til Bruxelles Kommune mod nord og øst, Ixelles mod øst, Forest mod syd, samt Anderlecht mod vest. Som alle kommuner i Bruxelles-regionen er den lovmæssigt tosproget (fransk-hollandsk).
Pr. 1. januar 2025 havde kommunen 48.827 indbyggere. Det samlede areal var 2,5 km2, og befolkningstætheden 19.270/km2.